# Oberroßla/Rödigsdorf
Oberroßla/Rödigsdorf ist ein Ortsteil der Stadt Apolda (seit 1994) im Nordosten des Landkreises Weimarer Land. Die zuvor bestehende Gemeinde entstand 1974 mit der Eingemeindung von Rödigsdorf nach Oberroßla. Mit 990 Einwohnern im Jahr 2008 war der Ortsteil der größte der Stadt Apolda.

## Geographie

### Lage
Die Ortschaft Oberroßla ist ungefähr 3 km in westlicher Richtung vom Stadtzentrum Apoldas entfernt. Oberroßla liegt rechtsseitig der Ilm am Hang eines Berges. Der Ort ist inzwischen baulich mit Apolda verwachsen.
Rödigsdorf liegt ungefähr 5,6 km südwestlich des Apoldaer Stadtzentrums. Zwischen Oberroßla und Rödigsdorf liegt der größte Gewerbepark der Stadt Apolda, der Gewerbepark „B 87“. Er erhielt seinen Namen auf Grund der anliegenden Bundesstraße 87, welche außerdem durch Rödigsdorf und Oberroßla verläuft und beide Orte jeweils teilt.

## Geschichte

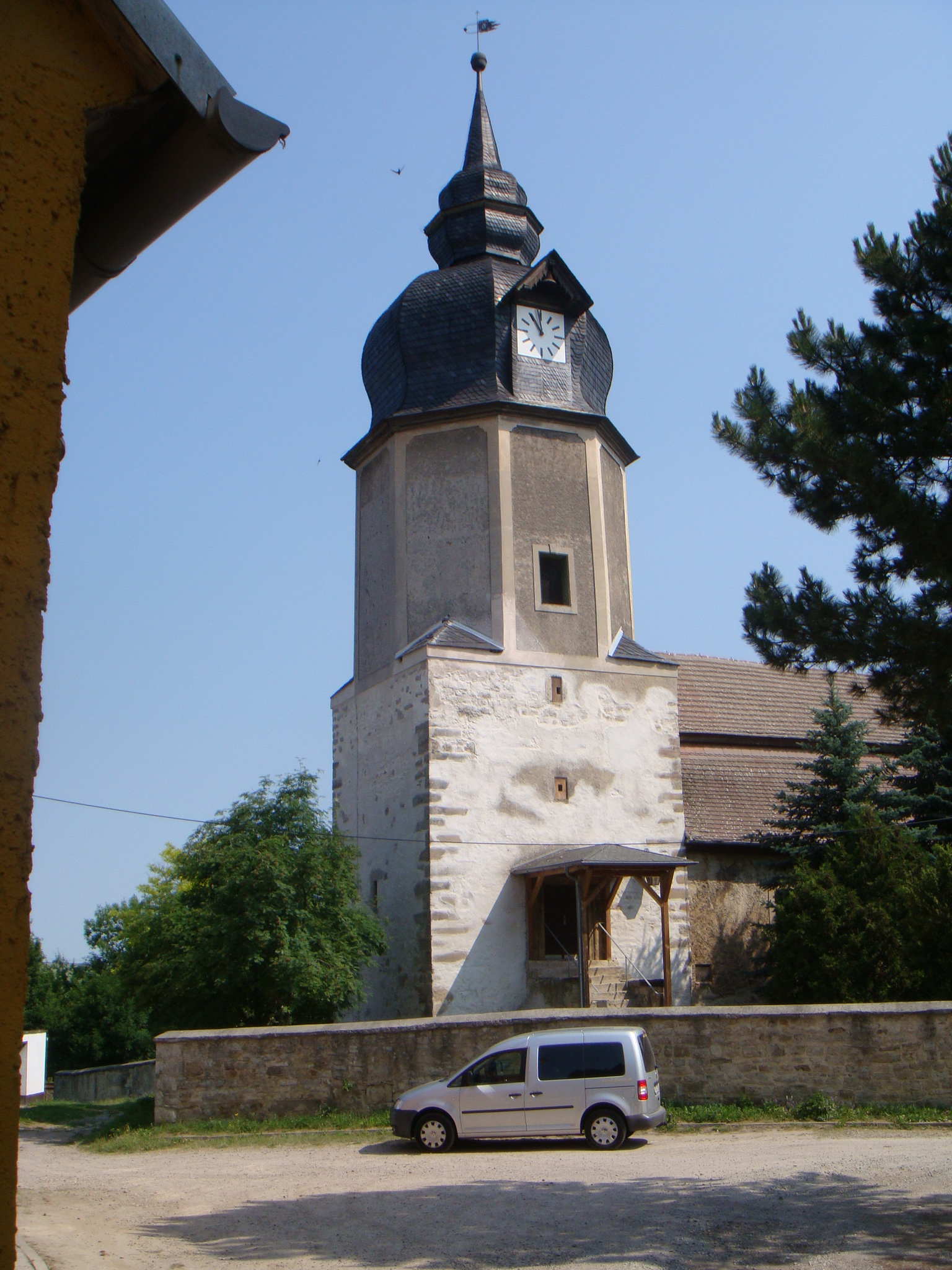
Evangelische Kirche Oberroßla, 2010

### Ortsteil Oberroßla
Steinzeitliche Funde lassen vermuten, dass im Osten der heutigen Ortschaft Oberroßla der Ursprung für die heutige Siedlung liegt. Am 29. Oktober 1297 wurde der Ort Oberroßla erstmals in einer Urkunde erwähnt. Der Name setzt sich aus den Silben „ober-“ (Verweis auf erhöhte Lage), „ross-“ (Verweis auf „Pferdewirtschaft“ als Haupterwerbszweig) und „la“ (aus dem Indogermanischen) zusammen.

### Ortsteil Rödigsdorf

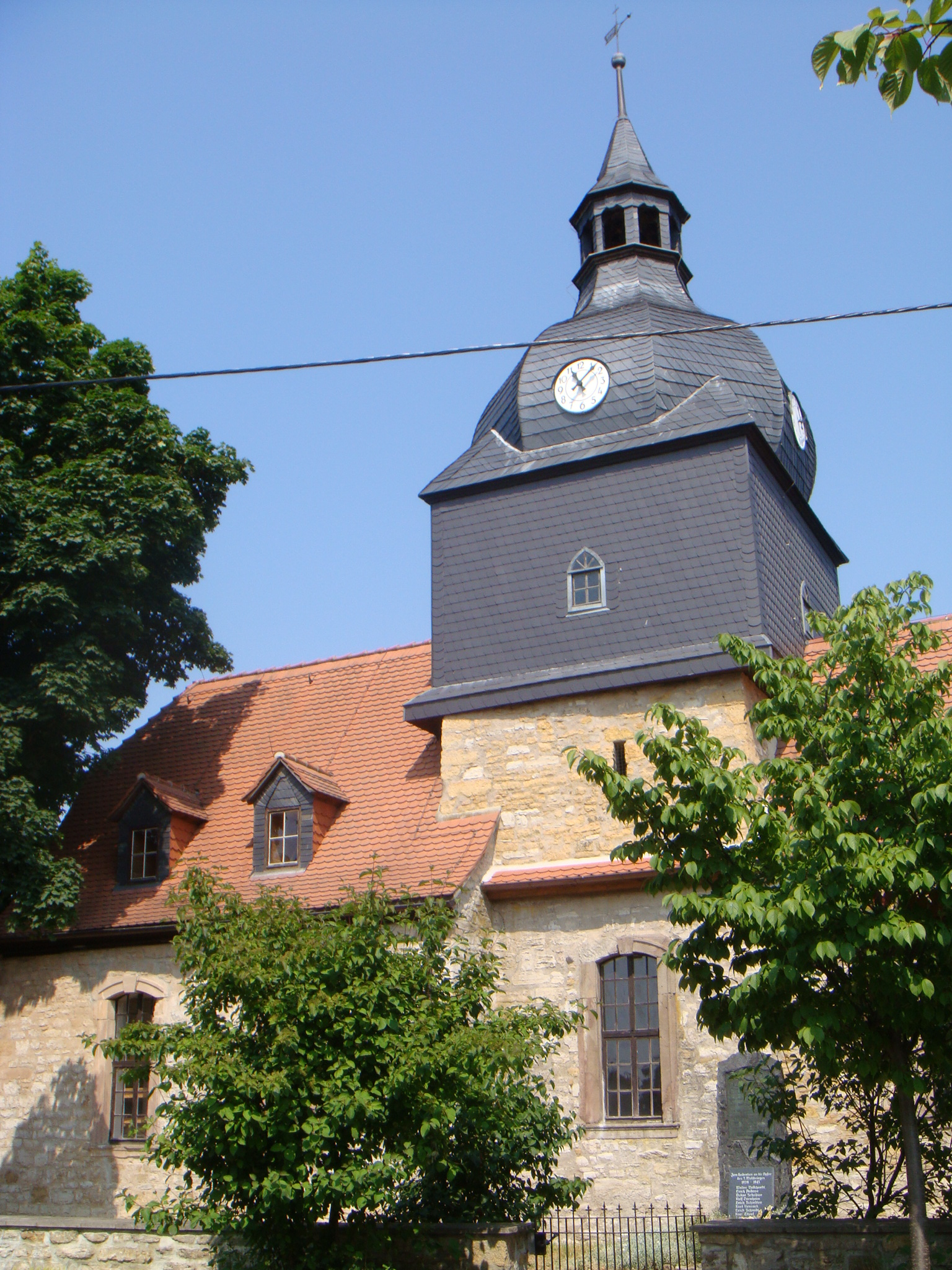
Evangelische Kirche Rödigsdorf, 2010

Die urkundliche Ersterwähnung von Rödigsdorf fällt in das Jahr 1136. Kaiser Lothar III. stiftete dem Kloster Kaltenborn eine Hufe zu Rödigsdorf. Wirtschaftlich gesehen war der Ort bis zur politischen Wende im Jahr 1990 durch die Landwirtschaft geprägt. Mit der Erschließung des Gewerbeparks „B 87“ siedelte sich auch in Rödigsdorf Gewerbe an. Im Jahr 2000 wurde der Ort in das Dorferneuerungsprogramm aufgenommen. Somit konnten die Straßen und Plätze in der Ortschaft grundhaft saniert und verschönert werden. Die Ortskirche wurde zwischen 1990 und 2004 neu aufgebaut.

### Einwohnerentwicklung seit 1996
| Jahr | Einwohner |
| ---- | --------- |
| 1996 | 1.014     |
| 1997 | 1.031     |
| 1998 | 1.050     |
| 1999 | 1.058     |

| Jahr | Einwohner |
| ---- | --------- |
| 2000 | 1.055     |
| 2001 | 1.041     |
| 2002 | 1.031     |
| 2003 | 1.040     |

| Jahr | Einwohner |
| ---- | --------- |
| 2004 | 1.025     |
| 2005 | 1.035     |
| 2006 | 1.013     |
| 2007 | 1.015     |